# Muzalewka (mijanka)
Muzalewka (ros. Музалевка) – mijanka i przystanek kolejowy w miejscowości Muzalewka, w rejonie suchinickim, w obwodzie kałuskim, w Rosji. Położona jest na linii Smoleńsk – Tuła.

## Historia
Stacja powstała w czasach carskich na Kolei Smoleńsko-Ranienburskiej pomiędzy stacjami Suchiniczi i Kozielsk.